# Фатехпурі-Масджид
Фатехпурі-Масджид (гінді फतेहपुरी मस्जिद, Fatehpuri Masjid) — мечеть в Делі, розташована на західному кінці вулиці Чандні-Човк у районі Чандні-Човк. Вона була споруджена в 1650 році за наказом Фатехпурі Беґум, однієї з дружин Шаха Джахана. Мечеть збудована з червоного пісковику та прикрашена єдиним куполом та мінаретами з боків, загалом її дизайн традиційний для цього періоду.
| Прапор Індії | Це незавершена стаття про Індію. Ви можете допомогти проєкту, виправивши або дописавши її. |